# Piaggio

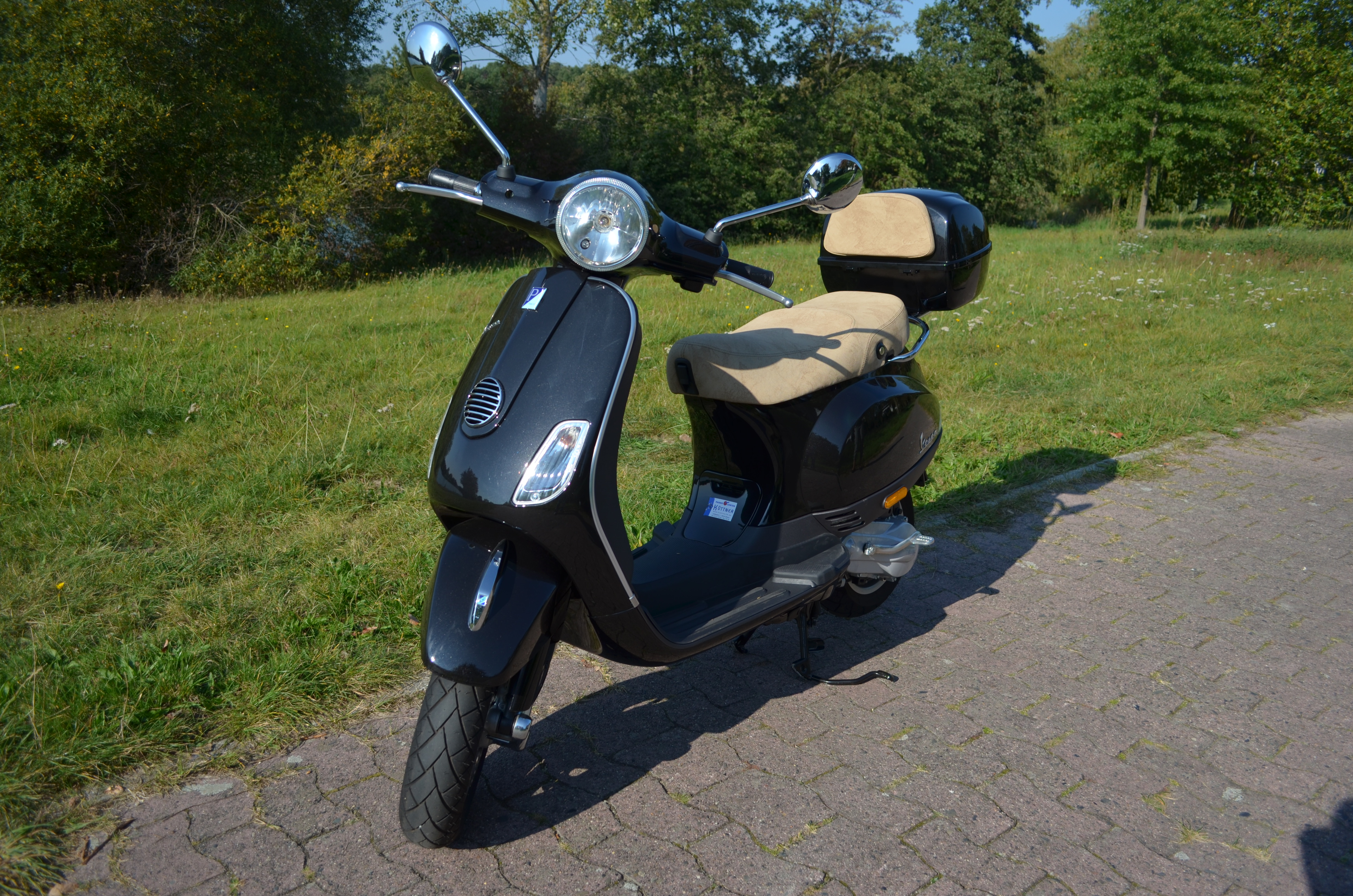
Vespa LX 50

Piaggio är en fordonskoncern som grundades i staden Genua i Italien år 1884 av den då artonårige Rinaldo Piaggio. Företaget grundades under namnet Piaggio & Co och heter idag S.p.A. Piaggio och huvudkontoret ligger idag i Pontedera. I Piaggio ingår märken som Vespa, Moto Guzzi, Aprilia, Gilera och Derbi. S.p.A. Piaggio ägs av Immsi S.p.A. och är introducerat på börsen i Milano sedan 2003. Under år 2003 sålde Piaggio 430 000 fordon och omsatte 987,2 miljoner €.

## Historia
Bolaget grundades 1884 i Sestri Ponente utanför Genoa av Rinaldo Piaggio och tillverkade då lokomotiv och järnvägsvagnar. Från början var koncernen främst verksam inom marinteknik. Under första världskriget ändrade koncernen inriktning och fokuserade på flygplanstillverkning med licenstillverkning av konstruktioner från Ansaldo, Macchi, Caproni och Dornier. 1938 avled Rinaldo Piaggio och ledningen togs över av sönerna Enrico och Armando. 1940 tillverkade bolaget tåg, flygmotorer, flygplan, lastbilar, spårvagnar, bussar, hissanordningar och aluminiumfönster. 
1917 köptes Francesco Oneto flygtillverkning i Pisa som var ett centrum i Italiens tidiga flyghistoria. Piaggio hade nu tre fabriker. Efter andra världskriget omstöptes bolaget till Piaggio & Compagno när Attilio Odero togs in som ny partner. 1924 köptes Costruzione meccaniche nazionali i Pontedera och Piaggio hade nu fyra fabriker i Sestri Ponente, Finalmarina, Pisa och Pontedera. Piaggio etablerade även fabriker i Addis Abeba och Gura som ingick i Officine Meccaniche Africa Orientale (OMAO).

### Vespa

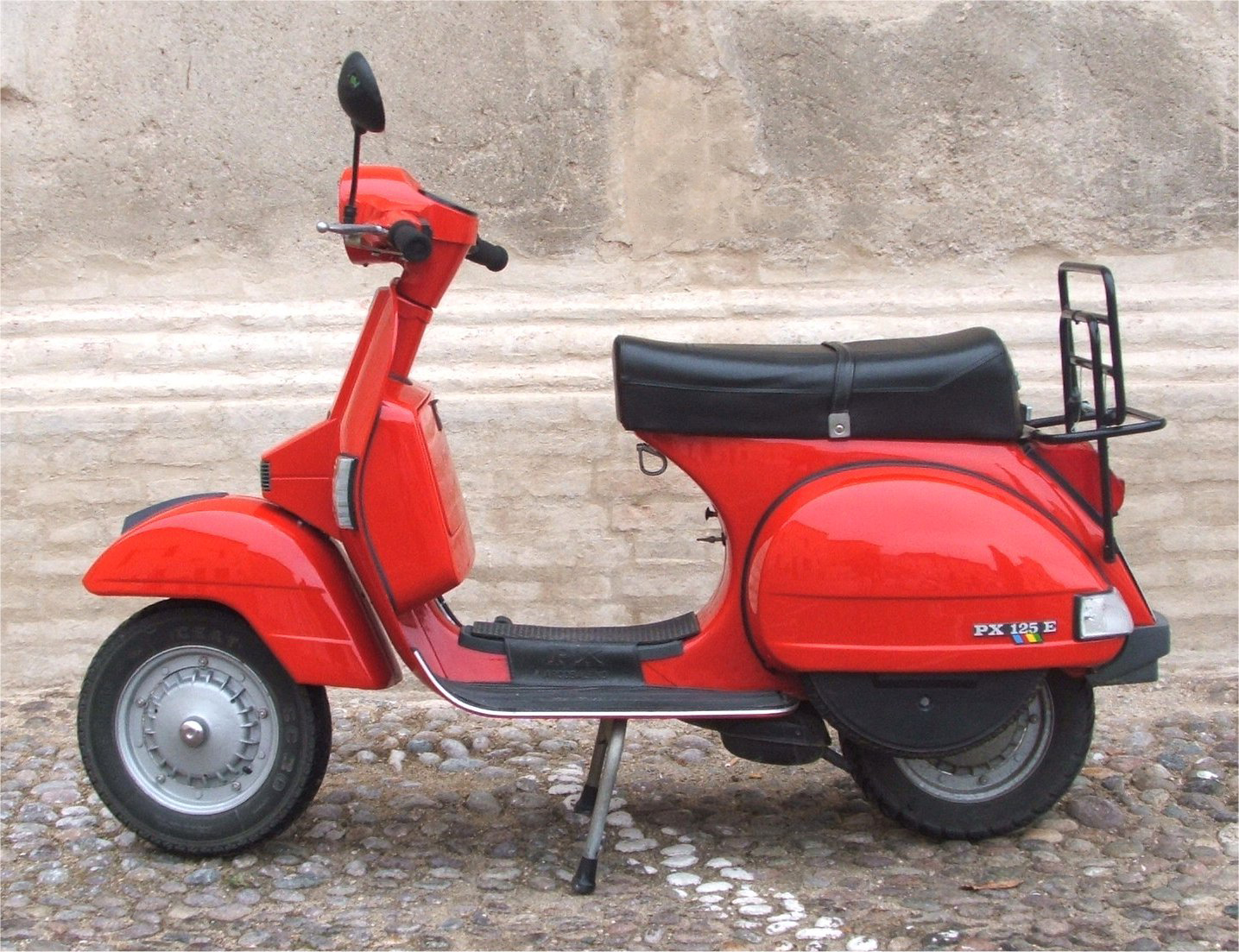
Vespa PX 125 E

Fabriken i Pontedera bombades sönder under andra världskriget, men efterkrigstiden blev ett stort lyft för Piaggio. Enrico Piaggio hade i ett tidigt skede sett behovet av ett billigt och enkelt fortskaffningsmedel i ett Europa under återuppbyggnad. Det nya fordon Piaggio började tillverka var Vespa. Namnet kom sig av att Enrico Piaggio sa "Sembra una Vespa" ("Den ser ut som en geting") när han fick se ritningen på prototypen. Vespan började tillverkas 1946 då 2484 exemplar lämnade fabriken och 1948 tillverkades 19 822 stycken Vespor. Produktionen växte snabbt och inom några år såldes Vespa i 114 länder och tillverkning skedde i 13 länder. 1948 följde lastfordonet Piaggio Ape.
Vespa 400 var en  mikrobil som tillverkades i Fourchambault i Frankrike 1957–1961. Försäljningen gick bra, det första året producerades cirka 12 000 bilar. Sedan sjönk försäljningen successivt, och 1961 såg Piaggio sig nödsakat att lägga ned tillverkningen, och bara ägna sig åt scooterproduktionen.
1964 delades bolagets verksamheter upp där flygdelen blev ett eget bolag IAM Rinaldo Piaggio. Piaggio köpte Gilera 1969.
1967 lanserades Piaggio Ciao. Cirka 3,5 miljoner exemplar tillverkades under den nära fyrtio år långa produktionsperioden. 1978 lanserades Vespa PX som blev en stor framgång med sex miljoner tillverkade exemplar. 1980 köptes Bianchi.

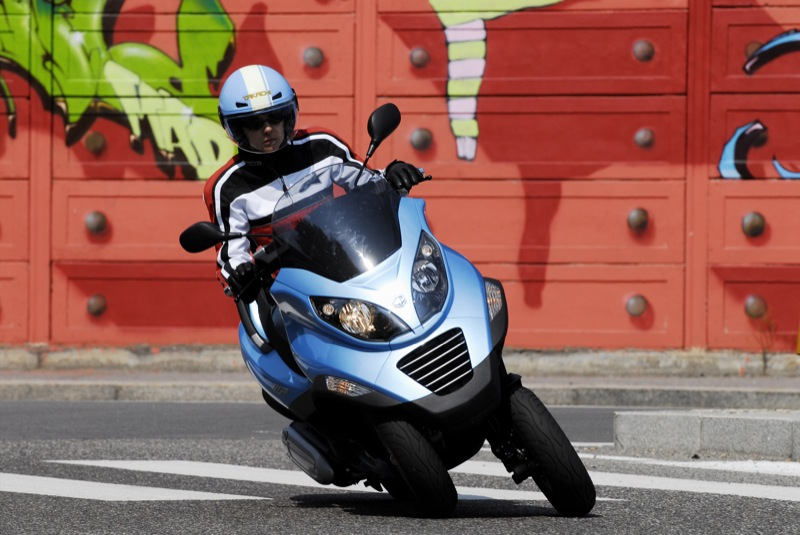
MP3 Piaggio

1987 köpte Piaggio Puchs tillverkning. 1999 köpte Morgan Grenfell Private Equity 80 procent av Piaggio. 2003 tog Immsi över bolaget.